# افسار

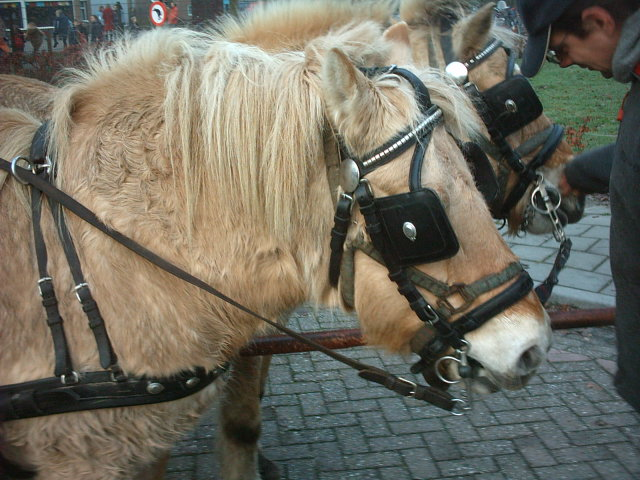
افساری بر دهان یک اسبچه

افسار ابزاریست که به دهان، سر و گردن چهارپایان برای مهار کردن آنها می‌بندند. افسار شامل سه بخش است: ۱- دهنه ۲- بند افسار ۳- سر افسار (یا دنباله افسار). دهنه قطعه ایست آهنین که در دهان حیوان قرار می‌گیرد. بند افسار، دهنه را به سر افسار متصل می‌کند که در دست سوارکار جای پیدا می‌کند. بند افسار معمولاً تسمه‌ای چرمیست اما می‌تواند از زنجیر یا ریسمان هم باشد.
از واژه‌های زمام، عنان و مهار نیز ممکن است برای برای اشاره به افسار نیز به کار رود. اما این واژه‌ها خاص شتر می‌باشند.
نوعی افسار محکم که بر اسب‌های سرکش بسته می‌شود «مهار کافر-افسار» نام دارد.

## گره افسار در اسب‌سواری
- گره راحت‌بازشو
- گره اَخیه: گرهی است به شکل هشت لاتین، گره‌ای که از سر خوردن و لغزیدن جلوگیری می‌کند و به خوبی به دور گردن اسب بسته می‌شود و خطرناک نیست.
- گره پاپیون: گره دایره‌ای یا به صورت رشته که برای بستن یک یا چند چیز استفاده می‌شود.
- گره کمند
- گره‌های تنگ ورشو
- گره دوطرفه (گره گردن)
- گره انگلیسی: گره‌ای که انتهای آن پیچش کمی دارد و توسط فرد به تنهایی به کار می‌رود و فشاری ثابت دارد.